# Kranjci (Čabar)
 Kranjci  falu Horvátországban, a Tengermellék-Hegyvidék megyében. Közigazgatásilag Čabarhoz tartozik.

## Fekvése
Fiumétól 36 km-re északkeletre, községközpontjától 8 km-re északnyugatra, a horvát Hegyvidék nyugati részén a szlovén határ közelében, a hegyek között fekszik.

## Története
A településnek 1857-ben 97, 1910-ben 86 lakosa volt. A trianoni békeszerződésig Modrus-Fiume vármegye Čabari járásához tartozott. 2011-ben 4 lakosa volt.

## Lakosság
| Lakosság változása | Lakosság változása | Lakosság változása | Lakosság változása | Lakosság változása | Lakosság változása | Lakosság változása | Lakosság változása | Lakosság változása | Lakosság változása | Lakosság változása | Lakosság változása | Lakosság változása | Lakosság változása | Lakosság változása | Lakosság változása |
| ------------------ | ------------------ | ------------------ | ------------------ | ------------------ | ------------------ | ------------------ | ------------------ | ------------------ | ------------------ | ------------------ | ------------------ | ------------------ | ------------------ | ------------------ | ------------------ |
| 1857               | 1869               | 1880               | 1890               | 1900               | 1910               | 1921               | 1931               | 1948               | 1953               | 1961               | 1971               | 1981               | 1991               | 2001               | 2011               |
| 97                 | 91                 | 66                 | 93                 | 96                 | 86                 | 68                 | 102                | 37                 | 56                 | 59                 | 42                 | 38                 | 21                 | 10                 | 4                  |

## Nevezetességei
Szent János és Pál apostolok tiszteletére szentelt kápolnája. Építési ideje nem ismert. 1770-ben még nincs nyoma, egy 1829-ben rajzolt térképen azonban már szerepel pontos helyének megjelölése nélkül. 1873-ban már biztosan állt, mert szerepel a zenggi püspökség sematizmusában. 1916-ban belsejét megújították. Oltára valószínűleg helyi fafaragómester munkája.